# 橋台

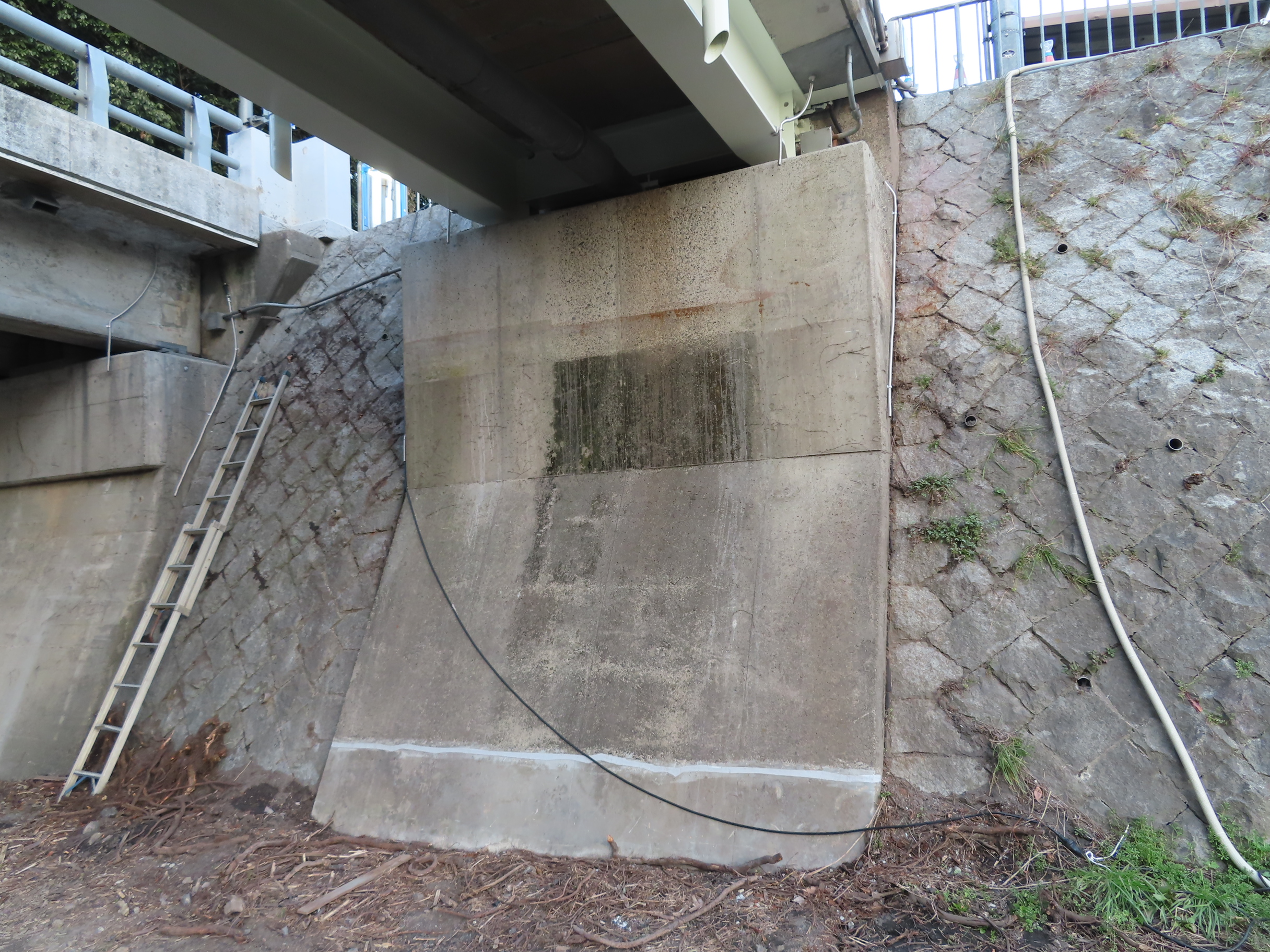
河岸に設けられた橋台

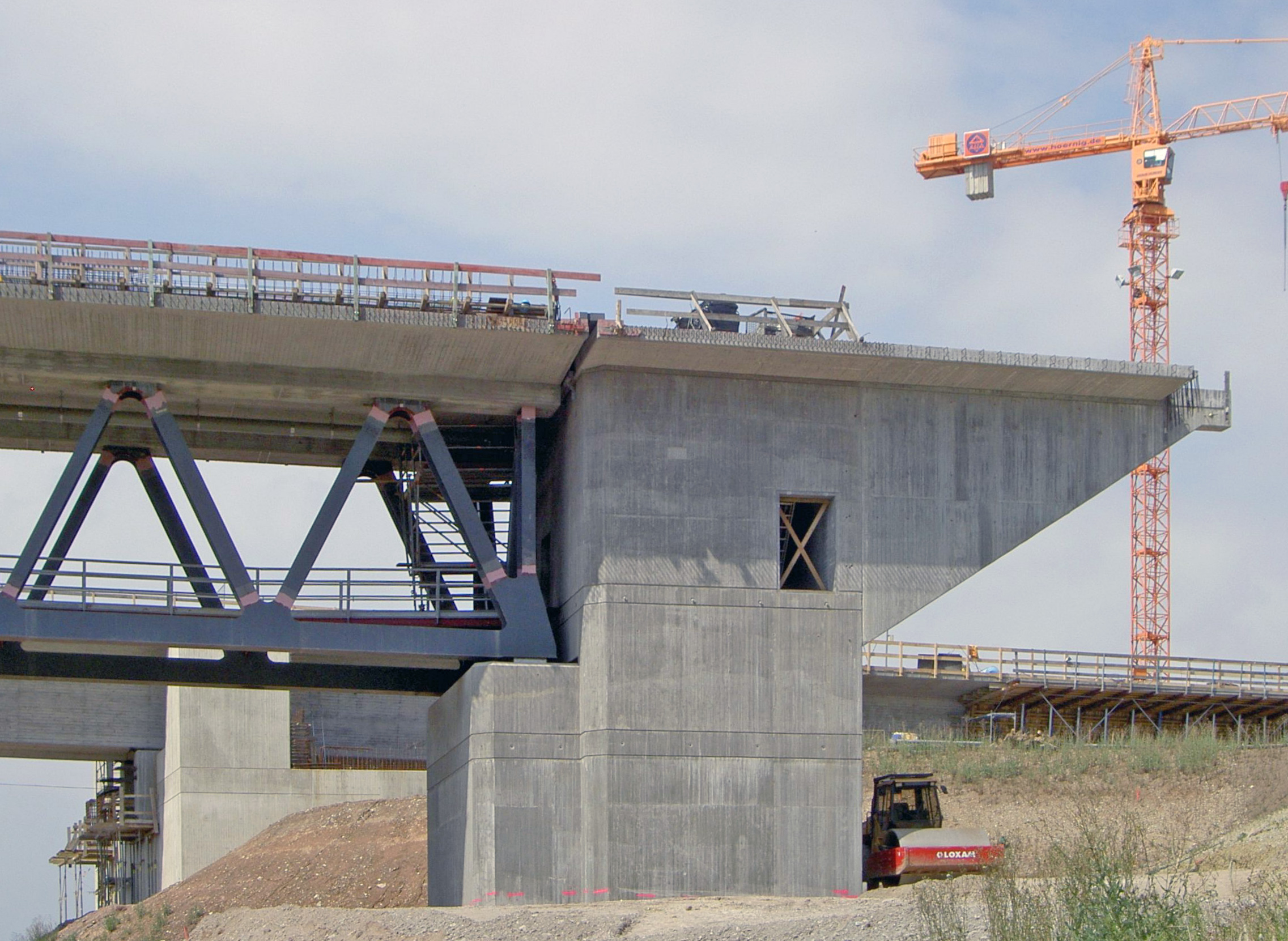
建設中の橋梁の橋台

橋台（きょうだい）とは橋梁の両端にあり、橋梁部とそれ以外の部分の境界になった部分のこと。橋梁の下部構造の1つ。アバット、アバットメントとも。

## 概要
橋台は橋梁延長方向の両端で、橋に接続するアプローチ区間と橋との境目に設置される。橋台は橋桁から受けた荷重を地盤に伝え、また橋前後のアプローチ区間の擁壁としての役割も持つ。

## 構造
橋台は橋桁の一端を受け持つ「橋座」、築堤上部の崩壊を防ぐための「背壁」または「胸壁」、そして橋台本体の構成となっている。橋台に接して側方の土砂の崩壊を防ぐために翼壁が設けられ、橋台の底部にはフーチングが設けられる。

## 種類
- 直壁橋台 - 両岸に沿って直面を持つ橋台で、最も単純な形状の橋台である[4]。流水により河岸が洗堀されない場所に用いる[4]。
- U型橋台 - 翼壁が橋台に対して直角に配された形状で、道路が橋台上で交差する場合に用いる[4]。多量の材料を要するため強度は大きいが、洪水時に洗堀を受けやすい弱点がある[4]。
- 翼付橋台 - 直壁橋台の両側に翼状の壁を設けたもの[4]。翼壁の高さは終端部に行くほど低くなる[4]。洗堀に抵抗し、景観上も美しい形状である[4]。
- 翼なし橋台 - 桟橋のような形状にすることで橋台本体に土圧が作用しないようにした構造のもの[4]。河川堤防や道路盛土に接する場所や軟弱地盤により地盤沈下が予測される場所に用いる[5]。

## 設計
橋台は橋桁の自重を基礎地盤に伝えるほか、背後の土圧や前面の水圧に抵抗する必要がある。そのため、コンクリート造もしくは鉄筋コンクリート造の重量が大きな構造物となる。
橋台の安定計算は擁壁と共通する部分が多いが、頂部で橋桁の自重および地震力に考慮する必要がある。橋桁から働く地震力は、固定端で橋桁の自重に水平震度を掛けた値、可動端で橋桁の自重に摩擦係数を掛けた値をとる。それをもとに、転倒・滑動・支持力について検討を行い橋台の構造を決定する。

## 規則
河川に架かる橋梁の橋台に関しては、河川管理施設等構造令で設置上のルールが定められている。
第61条第1項では橋台は河川の流下断面内に設置してはならないとしている。橋台の前面と堤防の法面の交点が堤防と計画高水位の交点よりも前に出ると、洪水時に河川の流下を妨げることになるためである。計画高水位を超える洪水が流れる場合もあるため、計画の上で想定する必要は無いとしても、余裕を持った計画をするのが望ましい（特に計画の規模が小さく段階施工になることが多い中小河川にある場合）。また、同令第61条第2項では堤防の表法面より表側の部分に橋台を設けてはならないとしている。これも洪水時の流下を妨げないようにするための規則である。
第61条第3項によると、橋台の設置方向は、橋台の前面と堤防の法面を平行に設けることが原則である。ただし、斜橋など場合などやむを得ず平行に設けることができない場合は、裏腹付けなどの堤防補強を行ったうえで平行にしないことが認められている。この場合も、食い込み角度が20度以下、堤防への食い込み幅は天端幅の1/3以下（2 mを超える場合は2 m）とするようにしている。
第61条第4項により、橋台の底面は堤防の地盤の定着させなければならない。具体的には、橋台の底面を堤防の地盤高以下にし、パイルベント基礎により橋台を設けることを禁止にしたものである。代わりにパイルベント基礎よりはるかに高い剛性を有する鋼管矢板井筒基礎や地中連続壁基礎にする。